# Dynamit Chorzów
Narciarski Klub Sportowy Dynamit Chorzów – klub sportowy założony w 1985 roku, z siedzibą w Chorzowie przy ul. Odległej 5, którego głównym polem działania był biathlon. 

## Historia
Został założony 16 lutego 1985 roku przez Marcelego Truchana, który był jego wieloletnim prezesem. Choć początkowo klub posiadał dwie sekcje: narciarstwa alpejskiego i biegów narciarskich, to największy sukcesy odniósł w biathlonie. Dynamit był związany z przemysłem górniczym (przydomek „Górniczy” znajdował się w jego oryginalnej, pełnej nazwie), wspierało go katowickie Przedsiębiorstwo Robót Górniczych. W ramach klubu powstała pierwsza w Polsce żeńska sekcja biathlonu.
W połowie pierwszej dekady XXI w. popadł w problemy finansowe, w wyniku których z klubu zaczęli odchodzić utalentowani zawodnicy, którym Dynamit nie był w stanie zapewnić odpowiedniego finansowania. Pod koniec 2006 chorzowski klub, nie mając środków na remont zamkniętego przez inspektorat nadzoru budowlanego obiektu, stracił również dostęp do wykorzystywanej wcześniej strzelnicy. W kolejnych latach Dynamit osiągał coraz gorsze wyniki, a w listopadzie 2009 opuścił go uważany za najlepszego polskiego biathlonistę Tomasz Sikora (w barwach Dynamitu startował od 1994), któremu klub zalegał wówczas pieniądze.

## Sukcesy
Do roku 2003 Dynamit zgromadził w klubowej kolekcji 167 medali z mistrzostw świata, Europy, Polski i uniwersjad. Zawodnicy chorzowskiego klubu zdobywali także medale imprez międzynarodowych w biathlonie letnim. Za najlepszego zawodnika w historii klubu uważany był Tomasz Sikora, który w jego barwach zdobył srebrny medal Zimowych Igrzysk Olimpijskich 2006 w biegu ze startu wspólnego.
Igrzyska olimpijskie
- 2006: Tomasz Sikora (srebro – bieg ze startu wspólnego[6])

Mistrzostwa świata
- 1993: Zofia Topór-Kiełpińska (brąz – bieg drużynowy[8])
- 1995: Tomasz Sikora (złoto – bieg indywidualny[8])
- 1997: Tomasz Sikora (brąz – bieg drużynowy[8])
- 2004: Tomasz Sikora (srebro – bieg indywidualny[8])

Mistrzostwa Europy
- 1994: Wiesław Ziemianin, Tomasz Sikora (srebro – sztafeta[8])
- 1997: Tomasz Sikora (srebro – bieg indywidualny[8])
- 1999: Aldona Sobczyk, Patrycja Szymura (srebro – sztafeta[8])
- 2000: Tomasz Sikora (złoto – bieg pościgowy, srebro – sztafeta[8])
- 2001: Tomasz Sikora (srebro – sztafeta[8])
- 2002: Tomasz Sikora (srebro – bieg indywidualny, brąz – sprint[8])
- 2004: Tomasz Sikora (złoto – bieg indywidualny, złoto – bieg pościgowy, srebro – sprint, brąz – sztafeta[8])
- 2007: Tomasz Sikora (złoto – sprint, złoto – bieg pościgowy[8])
- 2008: Tomasz Sikora (złoto – bieg indywidualny[8])

## Zawodnicy
Spośród zawodników klubu siedmiu wystąpiło na igrzyskach olimpijskich będąc zawodnikiem Dynamitu: 
- Agata Suszka[2] (1992, 1994, 1998),
- Tomasz Sikora[2] (1994, 1998, 2002, 2006[3]),
- Zofia Kiełpińska[4] (1992),
- Halina Pitoń[2] (1992),
- Krystyna Liberda[4] (1992),
- Jan Ziemianin[2] (1992)
- Krzysztof Sosna[2] (1992).